# Sympycnodes
Sympycnodes is een geslacht van vlinders uit de familie van de Houtboorders (Cossidae). De wetenschappelijke naam en de beschrijving van dit geslacht zijn voor het eerst gepubliceerd in 1932 door Alfred Jefferis Turner.
De soorten van dit geslacht komen voor in Australië.

## Soorten
- Sympycnodes adrienneae Kallies & Hilton, 2012
- Sympycnodes arachnophora (Turner, 1945)
- Sympycnodes digitata Kallies & Hilton, 2012
- Sympycnodes dunnorum Kallies & Hilton, 2012
- Sympycnodes epicycla (Turner, 1945)
- Sympycnodes interstincta Kallies & Hilton, 2012
- Sympycnodes rhaptodes Turner, 1942
- Sympycnodes salterra Kallies & Hilton, 2012
- Sympycnodes tripartita (Lucas, 1892)
- Sympycnodes uptoni Kallies & Hilton, 2012